# Adoretus granulifrons
Adoretus granulifrons är en skalbaggsart som beskrevs av Leon Fairmaire 1882. Adoretus granulifrons ingår i släktet Adoretus och familjen Rutelidae. Inga underarter finns listade i Catalogue of Life.